# جهاز الاستخبارات العسكرية (إسرائيل)
جهاز الاستخبارات العسكرية (بالعبرية: אגף המודיעין؛ معناها الحرفي جناح الاستخبارات، واختصارها אמ"ן يُلفظ «أَمَان») جهاز وهيئة الاستخبارات العسكرية المركزية والشاملة التابعة لهيئة أركان الجيش الإسرائيلي، وهي أكبر الأجهزة الاستخبارية وأكثرها كلفة لموازنة الدولة. وحسب القانون الإسرائيلي فإن جهاز الاستخبارات العسكري مسؤول بشكل أساسي عن تزويد الحكومة بالتقييمات الإستراتيجية التي على أساسها تُصاغ السياسات العامة للدولة، بالذات على صعيد الصراع مع الأطراف العربية. ويعتمد على التقنيات المتقدمة إلى جانب المصادر البشرية في الحصول على معلوماتها الاستخبارية التي توظفها في صياغة تقييماتها الإستراتيجية.

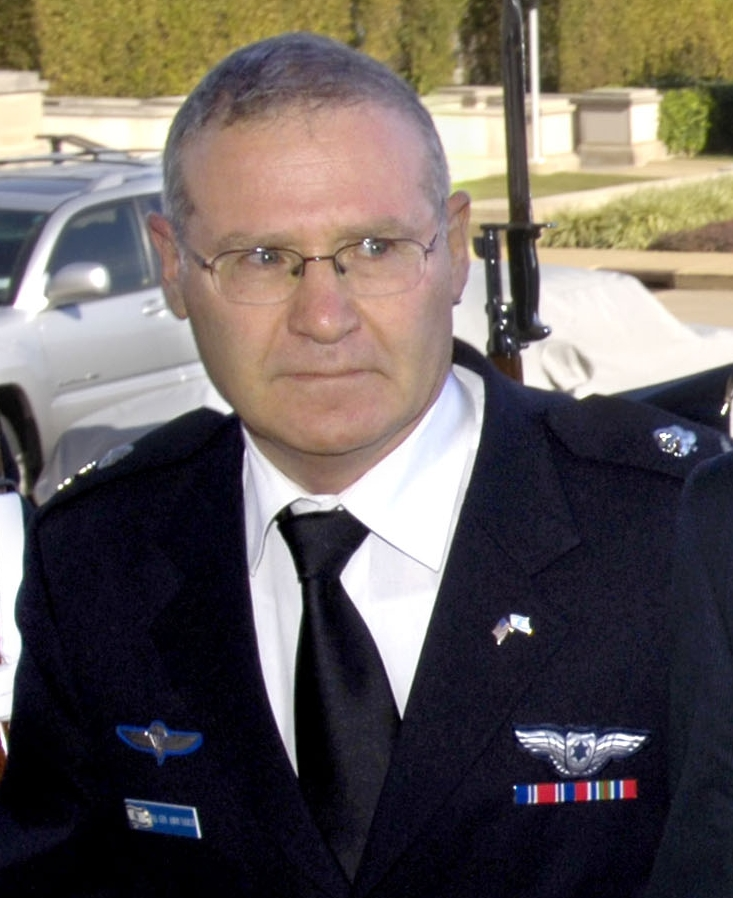
عاموس يادلين، الرئيس السابق للامان

تم إنشاء الجهاز في عام 1950، عندما انفصلت إدارة الاستخبارات عن هيئة الأركان العامة للجيش الإسرائيلي. كانت إدارة الاستخبارات تتكون إلى حد كبير من أعضاء سابقين في جهاز استخبارات الهاجاناه. أمان هي خدمة مستقلة، وليست جزءًا من القوات البرية أو البحرية أو القوات الجوية.
يُعتبر جهاز الاستخبارات الإسرائيلي أحد أهم وأكبر مكونات مجتمع الاستخبارات الإسرائيلية، إلى جانب الموساد والشاباك. ويضم فرع الحرب السيبرانية الوحدة 8200، ووحدة الاستخبارات البشرية 504، ووحدة التكنولوجيا السرية 81، وبرنامج التدريب "هافاتسالوت". أما وحدة العمليات الخاصة التابعة له فهي وحدة استطلاع هيئة الأركان العامة للجيش الإسرائيلي (سييرت متكال).
يرأس الجهاز ضابط برتبة لواء، الرئيس الحالي لقسم الاستخبارات هو اللواء شلومي بايندر.

## الأدوار
إن سلاح الاستخبارات الإسرائيلي (חיל המודיעין)، المختصر باسم هامان (חמ״ן)، والذي يرأسه عميد، منفصل عن جهاز المخابرات العامة (أمان) منذ حرب أكتوبر 1973، ولكنه لا يزال تحت سلطته القضائية.
في أبريل/نيسان 2000، تأسس سلاح جمع المعلومات القتالية (חיל מודיעין השדה). ويُعرف اختصارًا باسم موداش (מוד״ש)، وهو أحدث فيلق في الجيش الإسرائيلي، وخامس فيلق بري فيه. صُمم هذا الفيلق لأداء بعض مهام الاستخبارات القتالية السابقة في جهاز المخابرات العامة (أمان)، ويرأسه عميد. ورغم أنه يقع ضمن الاختصاص العملياتي لقيادة أركان الجيش، إلا أنه يقع أيضًا ضمن الاختصاص المهني لجهاز المخابرات العامة.

## وحدات

### وحدات الأركان
- سلاح الاستخبارات الإسرائيلي (هامان)

### وحدات التجميع
- وحدة 8200
- المعسكر 1391
- الوحدة 9900 (الذكاء البصري)
- الوحدة 504 (الذكاء البشري)

### البحث
- قسم الأبحاث

### أمن المعلومات
- قسم أمن المعلومات
- الرقابة العسكرية الرقابة العسكرية (جزء من أمان، ولكنها وحدة مستقلة تمامًا، لا تخضع لأي مستوى عسكري أو سياسي، فقط للرقابة البرلمانية)

=== قسم العمليات الخاصة
- الوحدة 81 (التكنولوجيا السرية)
- وحدة استطلاع هيئة الأركان العامة للجيش الإسرائيلي (وحدة استخبارات القوات الخاصة)
- مركز الاستخبارات

### وحدات أخرى
- قسم الإشراف
- إدارة العلاقات الخارجية
- روئيم راشوك
- برنامج هافاتسالوت

### الوحدات التابعة مهنيًا
- مجموعة الاستخبارات الجوية: وحدة الاستخبارات التابعة لسلاح الجو الإسرائيلي
- شعبة الاستخبارات البحرية الإسرائيلية: وحدة الاستخبارات في البحرية الإسرائيلية
- فيلق جمع معلومات القتال: وحدة الاستخبارات التابعة لمقر قيادة الجيش
- وحدات الاستخبارات التابعة للقيادات الإقليمية: القيادة المركزية والشمالية والجنوبية والجبهة الداخلية
- مركز عمليات تشكيل الوعي: وحدة الحرب النفسية التابعة لمديرية العمليات

## الرئيس
رئيسها هو أعلى ضابط استخبارات في الجيش، ويشارك في اتخاذ قرار المخابرات وصنع السياسات على نفس مستوى رؤساء الشاباك والموساد. مع التركيز على الجبهات العسكرية المحلية (بما في ذلك الأراضي الفلسطينية) والمخابرات الأجنبية.
في 10 يونيو 2005 أعلن رئيس أركان الجيش الإسرائيلي، الجنرال دان حالوتس أن الميجور جنرال عاموس يادلين سوف يحل محل اللواء اهرون زئيفي فركش، يادلين الذي شَغَلَ منصب الملحق العسكري للجيش الإسرائيلي في واشنطن، كان طياراً مقاتلاً، ورئيساً سابقاً لمديرية الاستخبارات الجوية، ونائباً لحالوتس. عُين يادلين مديرا للجهاز في 5 يناير 2006. بعد أن أمضى زئيفي فركاش فترةً طويلة في المنصب. في نوفمبر 2010، استُبدل يادلين باللواء أفيف كوخافي.
- 1948–1949: إيسر بئيري
- 1949–1950: العقيد حاييم هيرصوغ
- 1950-1955: العقيد بنيامين جيبلي
- 1955-1959: اللواء يهوشافاط هركابي
- 1959–1962: اللواء حاييم هيرصوغ
- 1962–1963: اللواء مائير أميت
- 1964-1972: اللواء أهارون ياريف
- 1972-1974: اللواء إيلي زيرا
- 1974-1978: اللواء شلومو غازيت
- 1979–1983: اللواء يهوشوا ساغي
- 1983–1985: اللواء إيهود باراك
- 1986–1991: اللواء أمنون ليبكين شاحاك
- 1991-1995: اللواء أوري ساغي
- 1995-1998: اللواء موشيه يعلون
- 1998–2001: اللواء عاموس مالكا
- 2001–2006: اللواء أهارون زئيفي فركاش
- 2006–2010: اللواء عاموس يدلين
- 2010–2014: اللواء أفيف كوخافي
- 2014–2018: اللواء هرتسي هاليفي
- 2018–2021: اللواء تامير هيمان
- 2021–2024: اللواء أهارون حاليفا[5]
- 2024–: اللواء شلومي بيندر[6]